# St. Agatha (Bleiwäsche)

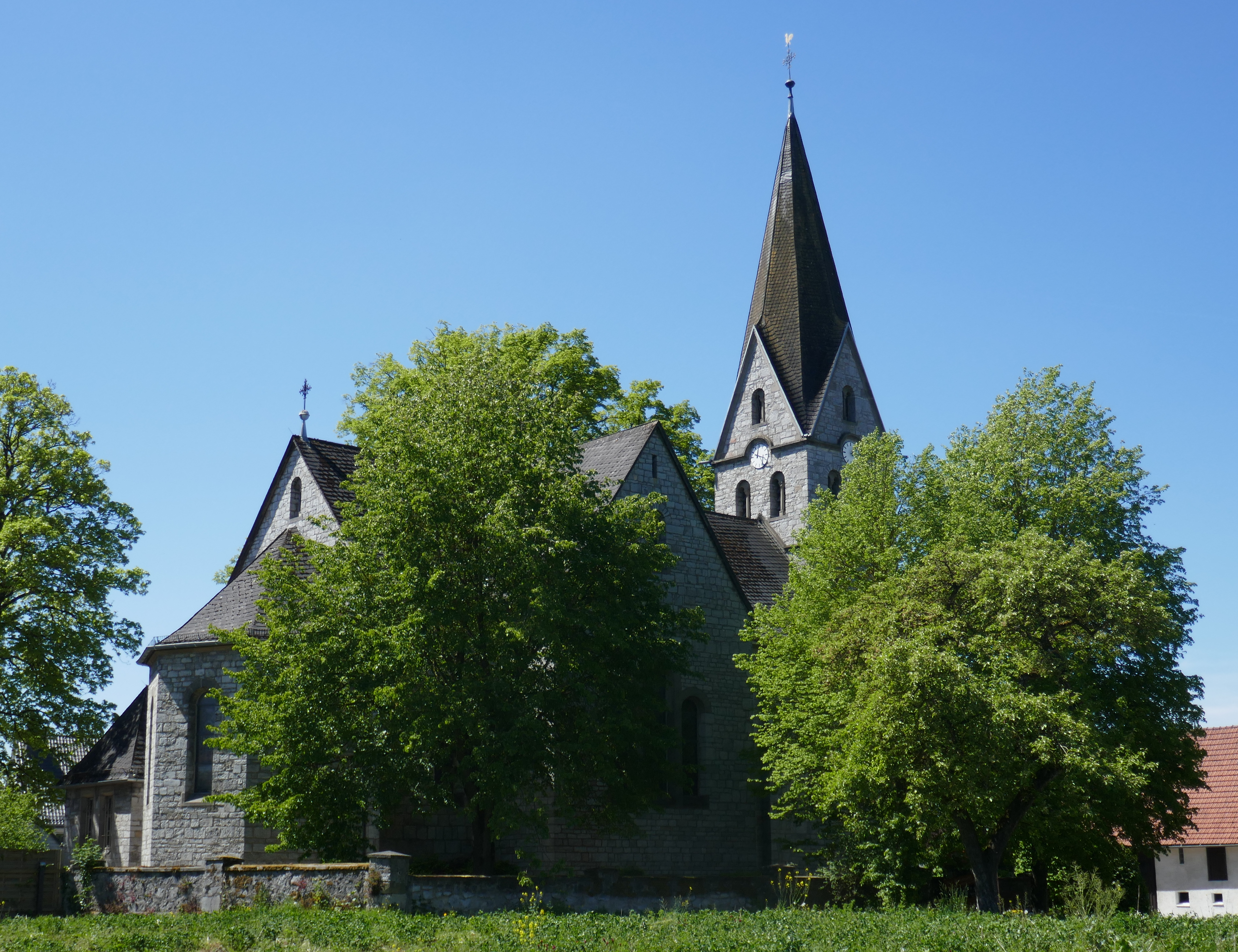
St. Agatha in Bleiwäsche

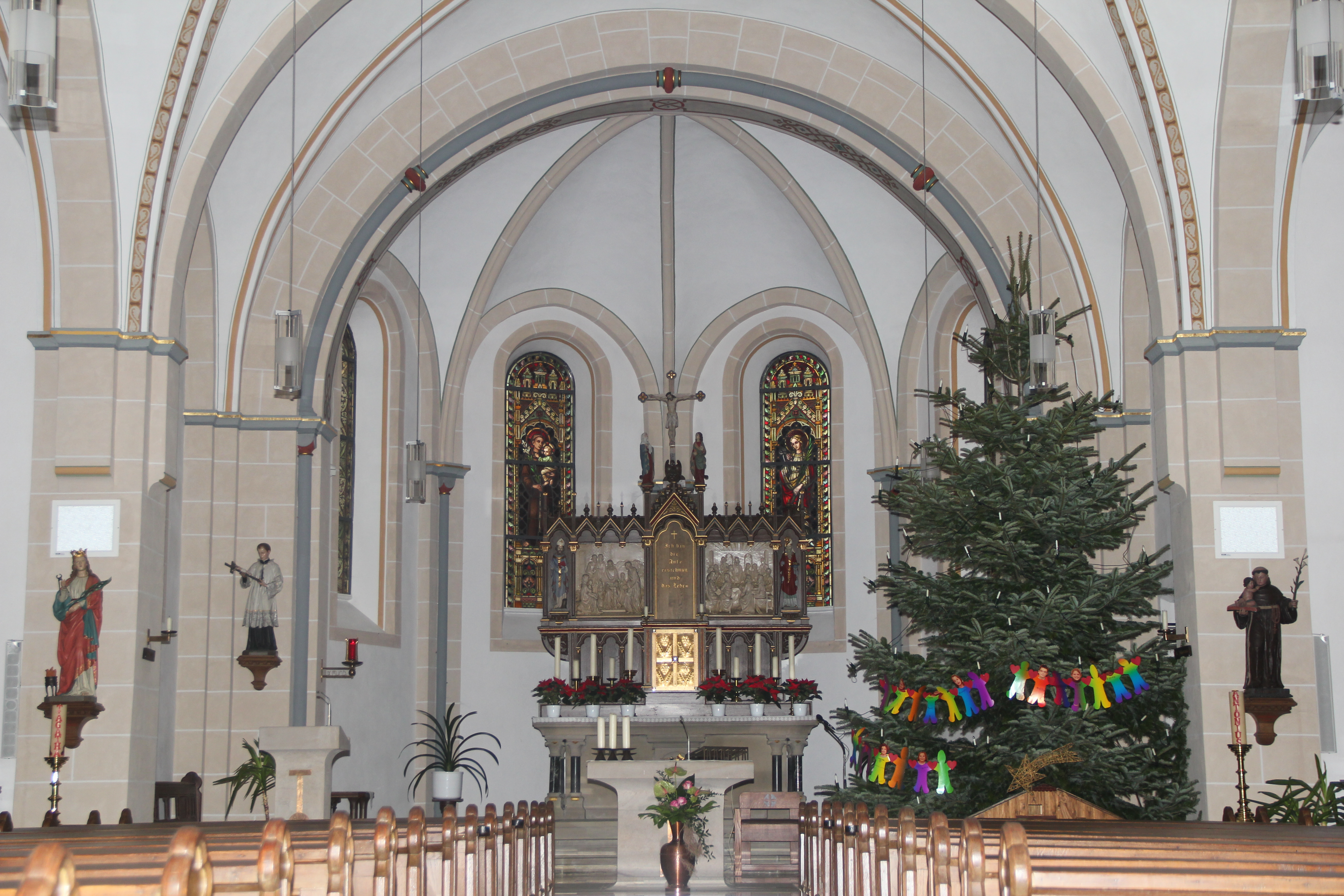
Innenansicht der Kirche St. Agatha in Bleiwäsche

St. Agatha ist eine der Heiligen Agatha geweihte römisch-katholische Pfarrkirche im Ort Bleiwäsche, der zur Stadt Bad Wünnenberg gehört.

## Geschichte
Zu Beginn des 18. Jahrhunderts beschlossen die Einwohner von Bleiwäsche, in ihrem Ort eine Kirche zu errichten. Die Genehmigung zum Bau wurde vom Paderborner Bischof Franz Arnold von Wolff-Metternich zur Gracht erteilt. Im Jahre 1708 wurde mit der Errichtung des Kirchenbauwerks begonnen, bereits ein Jahr später wurde die Kirche fertiggestellt. Zum Liborifest im Jahr 1710 wurde das erste Hochamt gefeiert. Ein Jahr später weihte sie der damalige Generalvikar Jodokus Frihoff.
Gegen Ende des 19. Jahrhunderts wurde auf Grund von Platznot der Bau eines neuen Kirchengebäudes beschlossen. Aus Kostengründen wurde ein erst geplantes dreischiffiges Bauwerk von Generalvikariat und der königlichen Regierung aus Minden nicht genehmigt. Trotzdem wurde im Jahr 1897 die etwa 200 Jahre alte Kirche des Ortes abgebrochen. Im April 1897 wurde dann der Grundstein für eine neue einschiffige Kirche gelegt, deren Rohbau 33.000 Mark kostete. Im Jahre 1901 konsekrierte Weihbischof Augustinus Gockel das bis dahin fertiggestellte Gebäude.